# 4800 Veveri
4800 Veveri este un asteroid din centura principală de asteroizi.

## Descriere
4800 Veveri este un asteroid din centura principală de asteroizi. A fost descoperit pe 9 octombrie 1989 la Observatorul La Silla de Henri Debehogne. Asteroidul prezintă o orbită caracterizată de o semiaxă mare de 3,01 ua, o excentricitate de 0,11 și o înclinație de 10,3° în raport cu ecliptica.